# Petrópolis
Petrópolis este un oraș în unitatea federativă  Rio de Janeiro, Brazilia. Petrópolis este situat în partea de sud a masivului montan Serra do Mar și are 290 mii de locuitori. Petropolisul este cea mai populară stațiune montană din Brazilia. În oraș se află fosta reședință imperială din afara capitalei (astăzi muzeu).

## Istoric
Așezarea a fost întemeiată în anul 1825 de coloniști de limbă germană, originari în special din Tirol.